# حركة تقرير مصير منطقة القبائل

موقع منطقة القبائل بالأحمر ضمن جمهورية الجزائر.

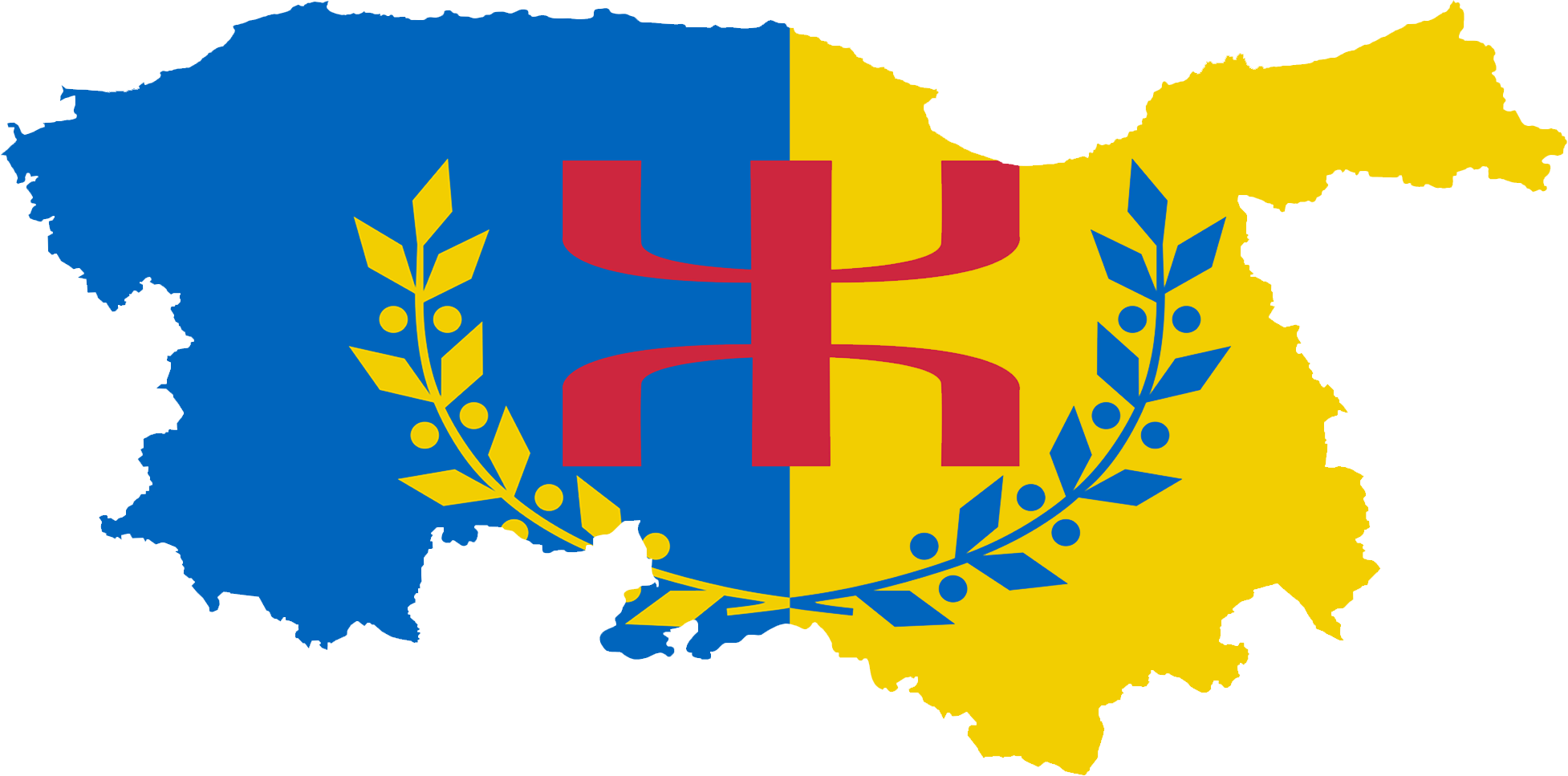
علم وخريطة منطقة القبائل

حركة تقرير مصير منطقة القبائل أو حركة تقرير المصير في منطقة القبائل (باللغات الأمازيغية: Amussu i ufraniman n tamurt n iqbayliyen) وتسمى أيضا «حركة الماك»، وكانت تعرف قبل 3 أكتوبر عام 2003 باسم؛ «حركة استقلال القبائل»، هي حركة أمازيغية قومية متعصبة سياسية مدعمة من فرنسا تسعى للحكم الذاتي والإنفصال لإقليم القبائل في الجزائر ضمن تنظيمات و عمليات إرهابية ، تأسست عام 2001 بعد اضطرابات «الربيع الأسود» على يد فرحات مهني الرئيس الحالي للحكومة المؤقتة لمنطقة القبائل في المنفى. صنفتها الحكومة الجزائرية في مايو عام 2020 كحركة إرهابية.
بينما كانت تتواصل داخل القبائل أعمال الشغب العنيفة لاحداث القبائل أو الربيع الأمازيغي تطالب هذه الحركة بإستقلال منطقة أو إقليم القبائل عن الجمهورية الجزائرية، وفي عام 2020 أعلنت حركة الماك من باريس عن تشكيل حكومة قبائلية مؤقتة وذلك لإنهاء ما سمته ظلم واحتقار وهيمنة الحكومة الجزائرية للمنطقة وأبنائها.

## جغرافية
تقع منطقة القبائل المُراد نيل استقلالها في شمال أفريقيا، يحدها من الشمال البحر الأبيض المتوسط ومن الشرق، الغرب والجنوب تحدها الولايات الجزائرية الأخرى، وتبلغ مساحة القبائل 25000 كم².

## أحداث
في عام 2011، اتهم أحد المقربين من فرحات مهني والعضو البارز السابق في المنظمة، إدير جودر، بأن الماك تلقى أموال من المغرب (250 ألف يورو شهريًا) وانتقد أساليب إدارتها. يستخدم إدير جودر مصطلح «ديكتاتور»، ويصف «حكومته» ومحتوى الاجتماعات بأنها رسمية مع قرارات تتخذ «في مكان آخر».
تدّعي الماك أنها تتحدث باسم الأقلية القبائلية، التي تعرب عن إحباطها بسبب جهود الحكومة الجزائرية لاستيعاب الأقليات العرقية الأمازيغية المتبقية في الأغلبية الأمازيغية المستعربة والعرب. الهدف المباشر للماك، هو تقرير مصير إقليم القبائل، والذي بحسب مهني، يمكن أن يكون «الخطوة الأولى نحو الدولة القبائلية الأمازيغية».
في 18 مايو 2021 صنف المجلس الأعلى للأمن الذي ترأس اجتماعه الرئيس عبد المجيد تبون، منظمة "حركة استقلال منطقة القبائل" الانفصالية المعروفة بـ"الماك" إلى جانب حركة "رشاد" الناشطتين في الخارج، على قائمة "المنظمات الإرهابية"، والتعامل معهما بهذه الصفة". حيث صرحت الرئاسة الجزائرية في بيانها بأن «المجلس تناول بالدراسة، الأفعال العدائية والتحريضية المرتكبة من قبل ما يسمى بحركتي (رشاد) و(الماك)، التي ترمي إلى زعزعة استقرار البلاد والمساس بأمنها، واتخذ في هذا الإطار قرارا يقضي بوضعهما ضمن قائمة المنظمات الإرهابية، والتعامل معهما بهذه الصفة.»
في 26 أغسطس 2021 أصدرت الجزائر مذكرة توقيف دولية بحق فرحات مهني.
كما اتهمت الحكومة الجزائرية حركة الماك في حرائق الغابات المدمرة التي أودت بحياة 65 شخصا على الأقل بمنطقة القبائل شرقي العاصمة بينما نفت الحركة التي تتخذ من فرنسا مقرا لقيادتها تورطها بأي صورة من الصور.